# Notoxus marginatus
Notoxus marginatus är en skalbaggsart som beskrevs av Leconte 1852. Notoxus marginatus ingår i släktet Notoxus och familjen kvickbaggar. Inga underarter finns listade i Catalogue of Life.